# Aristòmaca de Siracusa
Aristòmaca (en llatí Aristomache, en grec antic Ἀριστομάχη) fou una princesa siracusana, filla d'Hiparí i germana del tirà Dió de Siracusa.
Aristòmaca es va casar amb Dionís el vell. Va tenir dos fills, Hiparí de Siracusa i Niseu i dues filles, una de les quals era Àrete. Després de l'assassinat de Dió l'any 353 aC, va ser empresonada amb la seva filla, però Hicetes de Leontins, un dels amics de Dió, les va alliberar i les va tractar amb amabilitat. Finalment Hicetes va ser convençut pels enemics de Dió i les va fer matar a les dues.